# Y Châu
Y Châu (Uyghur: ئىۋىرغول نارايونى‎, ULY: Iwirghol, tiếng Trung: 伊州; bính âm: Yīzhōu) là một khu của thành phố Hami, khu tự trị Tân Cương, Trung Quốc. Khu nằm trên một khu vực ốc đảo và có một khu vực lõm, sâu 200 mét dưới mực nước biển. Kumul có khí hậu sa mạc lạnh, nhiệt độ trung bình vào tháng giêng là -15,9C và nhiệt độ trung bình tháng bảy là 34,2C. Lượng mưa tại đây rất hiếm, chỉ khoảng 39mm mỗi năm. Tháng 2 năm 2016, địa khu Hami chuyển thành địa cấp thị, thành phố Hami được đổi thành khu Y Châu.

### Hành chính
Quận Y Châu được chia thành 24 đơn vị hành chính cấp hương bao gồm 5 nhai đạo, 7 trấn, 10 hương và 2 hương dân tộc. Ngoài ra còn có 9 đơn vị ngang cấp hương khác.
- Nhai đạo: Đông Hà (东河街道), Tây Hà (西河街道), Thành Bắc (城北街道), Lệ Viên (丽园街道), Thạch Du Tân Thành (石油新城街道)
- Trấn: Nhã Mãn Tô (雅满苏镇), Thất Giác Tĩnh (七角井镇), Tinh Tinh Hạp (星星峡镇), Nhị Bảo (二堡镇), Đào Gia Cung (陶家宫镇), Ngũ Bảo (五堡镇), Tam Đạo Lĩnh (三道岭镇)
- Hương: Thấm Thành (沁城乡), Song Tĩnh Tử (双井子乡), Đại Tuyền Loan (大泉湾乡),  Hồi Thành (回城乡), Hoa Viên (花园乡), Nam Hồ (南湖乡), Tây Sơn (西山乡), Thiên Sơn (天山乡), Bách Thạch Đầu (白石头乡), Liễu Thụ Câu (柳树沟乡)
- Hương dân tộc: Kazakh-Ô Lạp Đài (乌拉台哈萨克乡), Kazakh- Đức Ngoại Đô Như (德外都如克萨克乡)

Đơn vị ngang cấp hương khác
- Khu quản lí nông nghiệp hiện đại (现代农业园区管理委员会)
- Khu công nghiệp Kumul (哈密工业园区)
- Khu quản lí khu khai phát Đông Giao (东郊开发区管理委员会)
- Các đoàn trường của lực lượng bộ đội Hồng Tinh: 1, 2, 4 (兵团红星一场, 兵团红星二场, 兵团红星四场)
- Các nông trường binh đoàn: Hoàng Điền (兵团黄田农场), Hỏa Tiễn (兵团火箭农场), Liễu Thụ Tuyền (兵团柳树泉农场)